# アンバラッティカ・ラーフラ教誡経
『アンバラッティカ・ラーフラ教誡経』（アンバラッティカ・ラーフラきょうかいきょう、巴: Ambalaṭṭhika-rāhulovāda-sutta, アンバラッティカ・ラーフローヴァーダ・スッタ）とは、パーリ仏典経蔵中部に収録されている第61経。『教誡羅睺羅菴婆蘗林経』（きょうかいらごらあんばひゃくりんきょう）、『羅雲経』（らうんきょう）等とも。
類似の伝統漢訳経典としては、『中阿含経』（大正蔵26）の第14経「羅雲経」がある。
釈迦が、ラージャガハ（王舎城）近郊のアンバラッティカにて息子ラーフラ（羅睺羅）に仏法を説く。

## 構成

### 登場人物
- 釈迦
- ラーフラ（羅睺羅） --- 釈迦の息子。沙弥。

### 場面設定
ある時、釈迦は、マガダ国ラージャガハ（王舎城）近郊カランダカニヴァーパに滞在していた。
釈迦は息子である沙弥ラーフラの元を訪れ、「水入れ」の喩えで沙門の資質を説き、更に己の三業（身口意）を鏡を見るように省みることの重要性を説く。
ラーフラは歓喜する。

## 日本語訳
- 『南伝大蔵経・経蔵・中部経典2』（第10巻） 大蔵出版
- 『パーリ仏典 中部（マッジマニカーヤ）中分五十経篇I』 片山一良訳 大蔵出版
- 『原始仏典 中部経典2』（第5巻） 中村元監修 春秋社